# Henri Gout

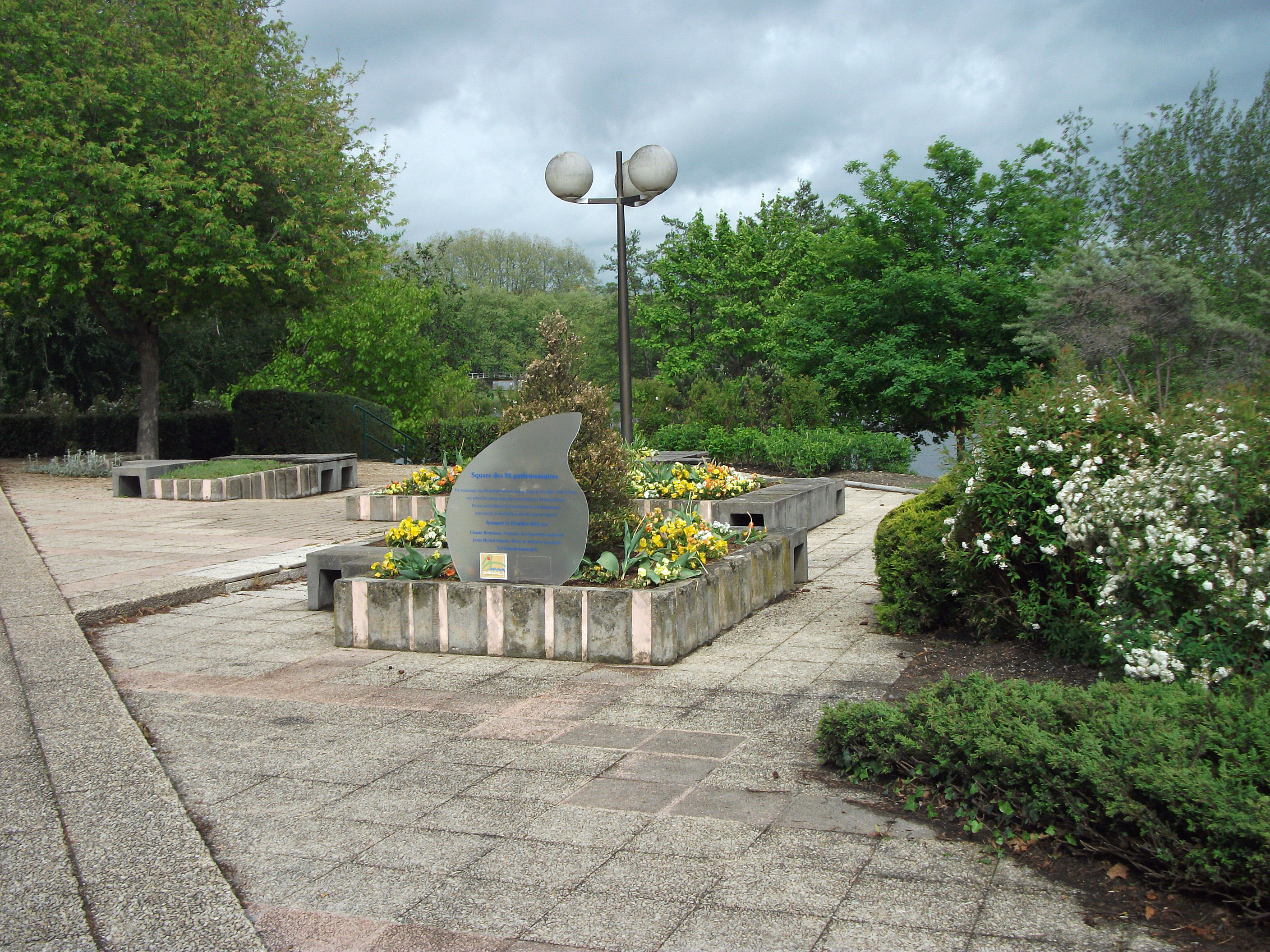
Bellerive-sur-Allier – Square des 80 Parlementaires (2014)

Henri Gout (* 9. November 1876 in Badens; † 7. Dezember 1953 in Carcassonne) war ein französischer Politiker der Dritten Republik. Er gehörte zu den „quatre-vingts“, also den achtzig Parlamentariern, die am 10. Juli 1940 gegen die diktatorischen Vollmachten für Philippe Pétain stimmten.

## Leben
Henri Gout studierte Medizin in Paris und war Mitglied der radikalen Partei (die trotz ihres Names der politischen Mitte angehörte). 1912 wurde er zum Bürgermeister von Citou und 1913 zum Generalrat des Kantons Peyriac-Minervois gewählt. Im Ersten Weltkrieg meldete er sich freiwillig.
Von 1928 bis 1940 war er Abgeordneter des Départements Aude und nacheinander stellvertretender Vorsitzender mehrerer Ausschüsse, insbesondere des Hygieneausschusses und des Ausschusses für Versicherungen und Sozialfürsorge. In der Kammer setzte er sich für die Verstärkung der Maßnahmen gegen Tuberkulose, Krebs und Lepra ein.
Er wurde 1932 und 1936 wieder gewählt und gehörte zu den 80 Parlamentariern, die am 10. Juli 1940 gegen die Vollmachten für Philippe Pétain stimmten. Von 1941 bis 1942 führte er mehrere Demonstrationen an, die gegen das Tandem Pétain-Laval gerichtet waren. Dies führte dazu, dass er interniert und später unter Hausarrest gestellt wurde.

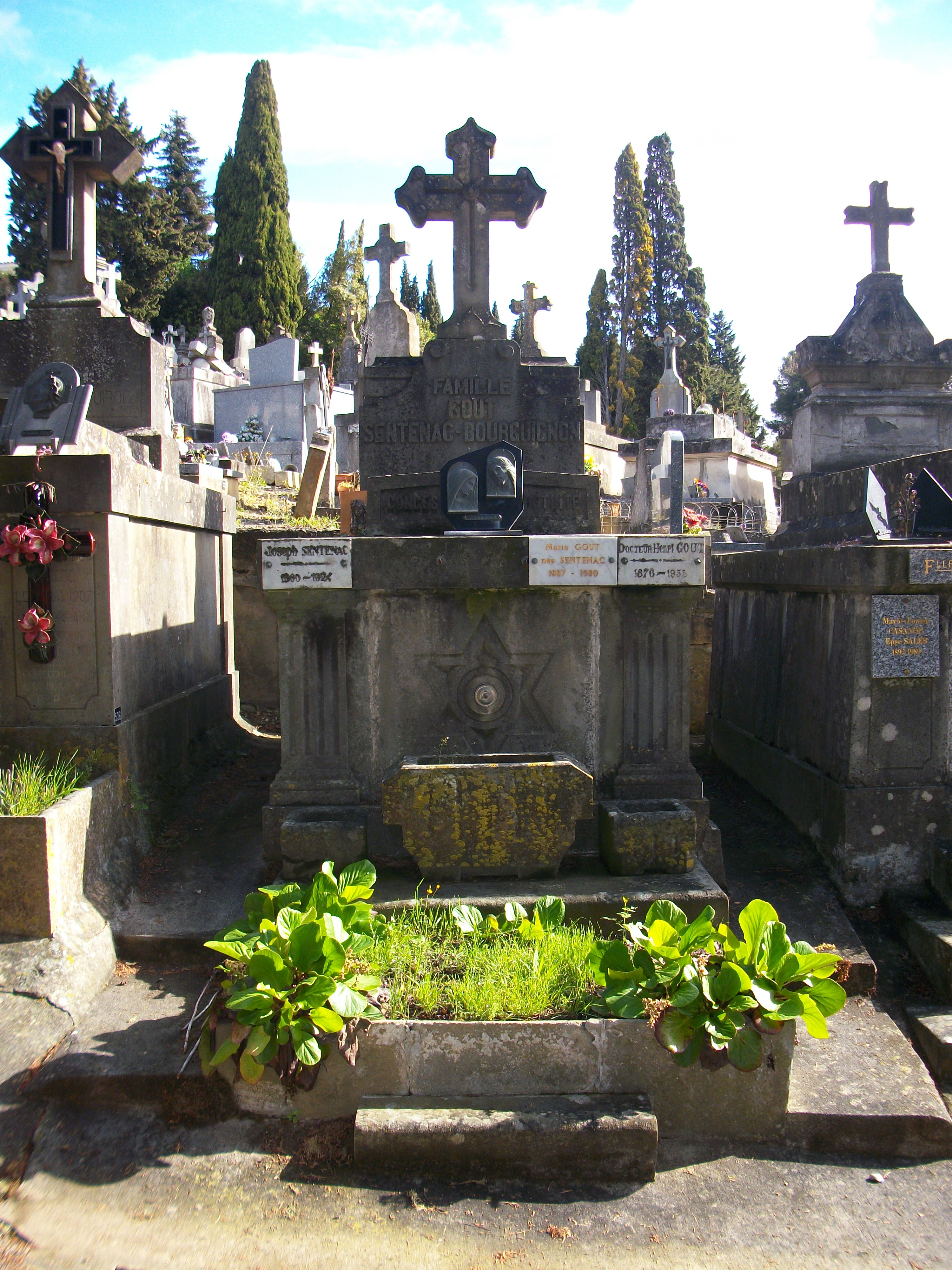
Grab Henri Gouts in Carcassonne

Bei der Befreiung wurde er zum Vorsitzenden des Ausschusses für öffentliche Gesundheit in der Assemblée consultative provisoire (Provisorische beratende Versammlung) ernannt. Er war vom 18. Oktober 1944 bis zum 28. April 1945 Bürgermeister von Carcassonne, zunächst als designierter Bürgermeister durch den Erlass des Präfekten des Départements Aude, und dann als gewählter Bürgermeister vom 29. April 1945 bis zum 27. Oktober 1947.
Henri Gout wurde mit dem Croix de guerre 1914–1918 und als Ritter der Ehrenlegion ausgezeichnet.